# Sahil (Metro Baku)
Sahil ist eine U-Bahn-Station in Baku auf der Roten Linie (Linie 1) der Metro Baku. Sie wurde am 6. November 1967 eröffnet.
Sahil ist eine der ersten Haltestellen der Bakuer U-Bahn. Die ersten Pläne für den U-Bahn-Bau in Baku gab es bereits in den 1930er Jahren. Wegen des Ausbruchs des Zweiten Weltkrieges mussten die Bauvorhaben zunächst gestoppt werden. 1947 wurde der Bau beschlossen. Der erste Bauabschnitt mit zehn Kilometern ging am 6. November 1967 in Betrieb und die Haltestelle „Sahil“ war eine der fünf ersten Stationen. 2018 ist Sahil nach einer umfassenden Renovierung wieder zur Nutzung der Fahrgäste übergeben worden.